# Luc Ferland
Pour les articles homonymes, voir Ferland.
Luc Ferland (né le 13 février 1955 à Petit-Saguenay) est un homme politique québécois, député péquiste d'Ungava à l'Assemblée nationale du Québec de 2007 à 2014.

## Biographie
Luc Ferland est le fils de Louis Ferland, menuisier, et d'Isola Fortin. Il obtient un diplôme d'études collégiales en techniques de loisirs du collège de Rivière-du-Loup en 1976 et d'un certificat en animation de l'Université du Québec en Abitibi-Témiscamingue en 1985. En 2003, il reprend ses études à l'Université du Québec à Chicoutimi pour se former en gestion de projets.
Après ses études il devient directeur général de diverses structures (Service des loisirs de Ville de Chapais, Conseil régional de développement de la Baie-James, Société de gestion environnementale de Dolbeau-Mistassini, etc.) et est président du conseil d'administration des Jeux du Québec - Abitibi-Témiscamingue et Nord-du-Québec de 1989 à 1991. Il préside également la Commission loisir, culture et tourisme de la Baie-James de 1989 à 1992. En 1995, il est membre fondateur du Fonds d'investissement FTQ.
Son expertise lui permet d'être membre de la Commission du Nord-du-Québec sur l'avenir du Québec (1995), du Comité sur la maximisation des retombées économiques d'Hydro-Québec de région Nord-du-Québec (1996) et d'être commissaire du Conseil provisoire de la Commission scolaire de la Baie-James en 1997.
En 2001, il devient attaché politique de Michel Létourneau, député péquiste d'Ungava, poste qu'il occupe jusqu'en 2007 avec une pause en 2004.

## Carrière politique
Lors de l'élection générale de 2007, il se présente pour le Parti québécois dans Ungava et succède à Michel Létourneau. Il remporte l'élection avec 41,41% des voix. Il est réélu aux élections générales de 2008 et de 2012, toujours pour le Parti québécois,. Il est porte-parole de l'opposition officielle en matière de développement nordique de 2009 à 2014. À la suite de la victoire du Parti québécois et de l'accession de Pauline Marois au poste de première ministre, il devient adjoint parlementaire de la ministre des Ressources naturelles (volet affaires nordiques). À partir de décembre 2012, il est également Président de la Commission des institutions.
Luc Ferland est de nouveau candidat lors de l'élection générale de 2014. Il est battu par le libéral Jean Boucher, élu avec 42,34% des voix, contre 33,02% des voix pour Ferland.
Lors des élections fédérales de 2015 il fait son retour en politique en se présentant pour le Bloc québécois dans la circonscription Abitibi—Baie-James—Nunavik—Eeyou . Avec 18,54 % des suffrages, il termine troisième, devancé par le libéral Pierre Dufour (32,14 %) et le député néodémocrate sortant Roméo Saganash (37,02 %).
Lors des élections municipales de 2021 à Québec, il est candidat au poste de conseiller municipal dans le district de Sainte-Thérèse-de-Lisieux. Il est défait par Manouchka Blanchet de Québec 21.

## Résultats électoraux
|                                                                                               | Nom                    | Parti            | Nombre de voix | %      | Maj.  |
| --------------------------------------------------------------------------------------------- | ---------------------- | ---------------- | -------------- | ------ | ----- |
|                                                                                               | Jean Boucher           | Libéral          | 4 615          | 42,3 % | 1 016 |
|                                                                                               | Luc Ferland (sortant)  | Parti québécois  | 3 599          | 33 %   | -     |
|                                                                                               | Michael Donald Cameron | Coalition avenir | 1 800          | 16,5 % | -     |
|                                                                                               | André Richer           | Québec solidaire | 512            | 4,7 %  | -     |
|                                                                                               | Zoé Allen-Mercier      | Option nationale | 235            | 2,2 %  | -     |
|                                                                                               | Matthew Guillemette    | Parti nul        | 140            | 1,3 %  | -     |
| Total                                                                                         | Total                  | Total            | 10 901         | 100 %  |       |
| Le taux de participation lors de l'élection était de 41,5 % et 207 bulletins ont été rejetés. |                        |                  |                |        |       |

|                                                                                               | Nom                      | Parti            | Nombre de voix | %      | Maj.  |
| --------------------------------------------------------------------------------------------- | ------------------------ | ---------------- | -------------- | ------ | ----- |
|                                                                                               | Luc Ferland (sortant)    | Parti québécois  | 4 854          | 45,5 % | 1 153 |
|                                                                                               | Gérald Lemoyne           | Libéral          | 3 701          | 34,7 % | -     |
|                                                                                               | Stéphane Robichaud       | Coalition avenir | 1 176          | 11 %   | -     |
|                                                                                               | Sylvain Couture          | Québec solidaire | 655            | 6,1 %  | -     |
|                                                                                               | Dominic Hamelin-Johnston | Option nationale | 277            | 2,6 %  | -     |
| Total                                                                                         | Total                    | Total            | 10 663         | 100 %  |       |
| Le taux de participation lors de l'élection était de 41,6 % et 198 bulletins ont été rejetés. |                          |                  |                |        |       |